# 美國國防後勤局
國防後勤局（Defense Logistics Agency, DLA）是美國國防部（DoD）的一个战斗保障局（CSA），也是DOD军事后勤系统的功能集成单位。其主要职责是向各军事部门（美国陆军、海军和空军）、战斗司令部及其他DoD部门和联邦部门，提供世界范围内的后勤保障，也向各州、当地政府组织、外国政府和国际组织提供后勤保障。國防後勤局成立于1961年。2013年，其拥有大约两万五千平民与军人雇员，营业额达390亿美元，在财富500排行榜中排名第15名，运营地区覆盖美国48个州和28个国家。

## 使命
DLA是DOD军事后勤系统的功能集成单位，在平时和战时，向各军事部门、战斗司令部，及其他DOD部门和联邦部门，提供有效和高效的世界范围的后勤保障，在获得法律授权时，也向各州、当地政府组织、外国政府和国际组织提供后勤保障。

## 组织与管理
DLA是DOD根据美国法典标题10第193节《战斗保障局》建立的一个战斗保障局，国防部副部长帮办-后勤与装备战备（DUSD(L&MR)），在国防部助理部长-采办技术与后勤（USD(AT&L)）的领导下，负责指挥控制DLA，DLA由局长和由局长在国防部长分配的资源内建立的下属机构组成。

## 职责与功能
组织、领导和管理DLA和分配的所有资源；采购配给的产品；管理、监管和控制分配给DLA的所有项目、服务和产品。

向OSD、CJCS、战斗司令部司令官、军事部门和DOD其他机构，以及其他指定组织，提供后勤事务方面的建议和帮助。

支持USD(AT&L)作为国防后勤执行官所承担的职责，通过与军事部门和美国运输司令部等关键利益相关单位协调，集成和改善全球供应链管理。

代表DOD所有机构，向适合单一管理的供应与服务产品，提供商品与供应链管理。

实施并提供产品（装备与供应品）相关的后勤服务。

管理DOD范围的后勤管理系统、项目和活动。

维护DOD范围的配送系统，完成所有后勤管理功能，以确保对军事部门和战斗司令部的后勤需求作出反应，并提供集成保障，包括：产品管理分类、编目；需求确定；供应控制；采购；质量保证；工业反应与动员计划；接收、储存、保管和包装；分发、装箱；资产目录统计；运输管理和配送控制；报废管理；危险装备/废物管理；维修与制造；保质期控制；物资控制；技术后勤数据与信息；工程保障；价值工程；标准化；再利用和市场筹划；管理战备储备和全国国防贮备项目等。

建立向联邦政府、州或州下属机构或个人提供后勤信息数据产品的收费标准。

开展供应与服务系统的系统分析与设计、程序开发和维修。

开发、监控和维护高效的供应系统。

建立DLA地区司令部，以保障地理战斗司令部。

## 历史
DLA的产生可追溯至第二次世界大战期间，当时美国巨大的军事力量要求快速采购巨大数量的弹药与供应品。战后，由前总统赫伯特•胡佛（Herbert Hoover）领导的一个总统委员会，經歷二戰的實際情況認為現代戰爭的後勤愈發重要，建议集中管理共同的军事后勤保障。
- 1952年建立陆军、海军和空军联合保障中心，各军事部门第一次统一使用相同的名称购买、存储和分发产品，装备和供应品被分为不可修理的消耗品（consumables）和可修理的商品（commodities），其中：商品被委托给一个军事部门管理。
- 1950年代中期，建立商品管理局（称单一管理者），以统一购买、储存和分发产品，管理资产目录和预测需求。单一管理者虽然很成功，但每个单一管理者都在其所属军种下运营着一个小团体，因此，并没有完成胡佛委员会建议的提供统一程序的目标。
- 1961年，时任国防部长罗伯特•麦克纳马拉（Robert McNamara）下令，将单一管理部门合并成一个局，1961年10月1日，成立国防供应局（DSA：Defense Supply Agency），DSA于1962年1月1日开始营业，8个单一管理局成为DSA的供应中心。
- 1965年，在首任DLA局长安德鲁•麦克纳马拉（Andrew MacNamara）中将和当时的国务卿罗伯特•麦克纳马拉的共同努力下，DOD合并了大多数合同管理机构，成立了国防合同管理处（DCAS）；*1972年DLA业务拓展至负责国防海外资产处理和世界范围内的煤和石油产品的采购、管理与配送；1973年，管理世界范围内的食品管理，负责部队食品供应和保障供应部。
- 1977年1月1月，DSA更名为DLA；1986年金水法案使DLA成为一个战斗保障局；1988年，政府服务局（GSA）管理的全国战备物资贮备被移交给DLA；1990年，在原国防合同管理处基础上，组建国防合同管理司令部。
- 1990年4月，DOD下令，军事部门的所有配送仓库均与DLA合并，交移交给DLA管理，DLA成为一个单一的联合的装备配送系统；1993年，基地调整与关闭（BRAC）使DLA的合同管理与供应配送使命受到显著影响，多个DLA野战机构被合并、调整或关闭，原国防建筑供应中心和国防电子供应中心合并为国防供应中心；1995年，DLA司令部和国防燃料供应中心（1998年被更名为国防能源供应中心）从弗吉尼亚州的亚历山大搬迁至弗吉尼亚州的贝尔沃堡。

## 现状
2014年，DLA拥有6个一级野战活动机构：分别是DLA地面与海上、DLA航空、DLA部队保障、DLA能源、DLA配送和DLA处理服务；1个战备物资机构：DLA战略物资；3个国防商业部：DLA后勤信息部、DLA文档部、DLA业务部；3个地区司令部：DLA欧洲与非洲司令部、DLA太平洋司令部和DLA中央司令部。负责向美国陆军、海军、空军和海军陆战队，以及其他政府部门和盟军提供全方位的后勤、采办和技术服务，向美国军事力量提供几乎100%的消耗品，超过85%的军用备件，2013年，DLA营业额达390亿美元，在财富500排名第15名，拥有超过25500名军人和平民，保障2400个武器系统，管理9个供应链大约600万产品，运营地区覆盖美国48个州和28个国家，平均每天处理98475个请领单和9000个合同，管理着世界范围内的25个配送中心。

## 外部連結
- Defense Logistics Agency （页面存档备份，存于）（英文）
- 朱豔芳，從美軍後勤策略規劃探討國軍革新作為[永久]，《聯合後勤季刊》，2005/7/8。主題不同，但是可提供名詞參考。